# Diocèse de Mymensingh
Le diocèse de Mymensingh (en bengali: ময়মনসিংহ এর বিশপের এলাকা) est une circonscription ecclésiastique de l’Église catholique au Bangladesh. Créé en 1987 et suffragant de l’archidiocèse de Dhaka (autrefois Dacca), il est dirigé (en 2016) par Mgr Ponen Paul Kubi CSC. 
Le diocèse couvre les districts civils de Jamalpur, Kishorganj, Mymensingh, Netrakona, Sunamganj, Sherpur et Tangail, tous dans la partie nord-orientale du Bangladesh, en bordure de l’État indien de Meghalaya.

## Histoire
Durant la seconde moitié du XVIIe siècle une communauté catholique existait à Hoshenpur, dans le district de Kishorganj. Mais l’évangélisation de la région commença, à proprement parler, au début du XXe siècle. Elle fut lancée par un groupe de cinq chefs coutumiers Garos qui, en 1909, rendent visite à l’évêque de Dacca, alors Monseigneur Pierre-Joseph Hurth, pour lui demander de leur envoyer des missionnaires. Un an plus tard, un prêtre et un frère de la congrégation de la Sainte-Croix sont envoyés pour y étudier la situation. 
À partir de 1911, le père Adolphe Francis CSC visite régulièrement Tausalpara. Les vingt-et-un premiers baptêmes sont célébrés le 19 mars 1911 et la première église est édifiée en 1912. De Tausalpara, en 1913, puis de Ranikhong, le père Francis sillonne tout le pays Garo d’Est en Ouest où, jusqu’en 1918, il est le seul missionnaire. 
Durant les vingt-cinq premières années, six paroisses sont établies dans la région, la plupart en bordure de l’État indien de Meghalaya où se trouve la plus grande partie du peuple Garo. 
Lorsque le diocèse de Mymensingh est érigé par Jean-Paul II (15 mai 1987), il comprend huit paroisses, dont une dans la ville principale de Mymensingh (en 1927). Le premier évêque en est Mgr Francis A. Gomes. La cathédrale est dédiée à saint Patrick. 

## Aujourd'hui
En 2013, le diocèse qui est suffragant de l’archidiocèse métropolitain de Dhaka, comprend 76.000 fidèles groupés en 14 paroisses. Il est dirigé par Mgr Ponen Paul Kubi CSC, lui-même d'origine garo.  

## Évêques de Mymensingh
- 1987-2006: Francis Anthony Gomes
- 2006-    : Ponen Paul Kubi CSC

## Source
- (en) The Catholic Directory of Bangladesh, Dhaka, The Christian Communication Center, 2013, pp.218-244.